# Championnat d'Israël de football 1954-1955
Navigation
Championnat d'Israël 1953-1954 Championnat d'Israël 1955-1956
Le Championnat d'Israël de football 1954-1955 est la 4e édition de ce championnat.

## Saison régulière[1]
| Rang | Équipe               | Pts | J  | G  | N | P  | Bp | Bc  | Diff |
| ---- | -------------------- | --- | -- | -- | - | -- | -- | --- | ---- |
| 1    | Hapoël Petah-Tikvah  | 40  | 26 | 18 | 4 | 4  | 68 | 23  | +45  |
| 2    | Maccabi Tel-Aviv     | 38  | 26 | 17 | 4 | 5  | 84 | 28  | +56  |
| 3    | Hapoël Tel-Aviv      | 33  | 26 | 12 | 9 | 5  | 49 | 23  | +26  |
| 4    | Maccabi Netanya      | 33  | 26 | 13 | 7 | 6  | 54 | 43  | +11  |
| 5    | Beitar Tel-Aviv      | 29  | 26 | 12 | 5 | 9  | 64 | 47  | +17  |
| 6    | Maccabi Haïfa        | 28  | 26 | 11 | 6 | 9  | 54 | 41  | +13  |
| 7    | Maccabi Petah-Tikvah | 27  | 26 | 10 | 7 | 9  | 37 | 41  | -4   |
| 8    | Maccabi Rehovot      | 26  | 26 | 11 | 4 | 11 | 49 | 48  | +1   |
| 9    | Hapoël Haïfa         | 24  | 26 | 9  | 6 | 11 | 40 | 55  | -15  |
| 10   | Hapoël Ramat-Gan     | 23  | 26 | 10 | 3 | 13 | 35 | 41  | -6   |
| 11   | Betar Jérusalem      | 21  | 26 | 8  | 5 | 13 | 37 | 59  | -22  |
| 12   | Hapoël Kfar Sabah    | 18  | 26 | 6  | 6 | 14 | 38 | 46  | -8   |
| 13   | Hapoël Hadera        | 16  | 26 | 7  | 2 | 17 | 36 | 53  | -17  |
| 14   | Hapoël Balfuria      | 8   | 26 | 3  | 2 | 21 | 32 | 129 | -97  |

|  | Champion              |
|  | Barrage de relégation |
|  | Relégué               |

## Barrages de relégation
| Rang | Équipe                  | Pts | J | G | N | P | Bp | Bc | Diff |
| ---- | ----------------------- | --- | - | - | - | - | -- | -- | ---- |
| 1    | Maccabi Jaffa (D2)      | 5   | 3 | 2 | 1 | 0 | 8  | 2  | +6   |
| 2    | Hapoël Kfar Sabah (D1)  | 4   | 3 | 1 | 2 | 0 | 5  | 3  | +2   |
| 3    | Hapoël Kiriat Haim (D2) | 3   | 3 | 1 | 1 | 1 | 5  | 7  | -2   |
| 4    | Betar Jérusalem (D1)    | 0   | 3 | 0 | 0 | 3 | 3  | 9  | -6   |

|  | Promu en Liga ha'Al    |
|  | Relégué en Liga Leumit |

## Bilan de la saison
| Tableau d'Honneur                |                     |
| Compétition                      | Vainqueur           |
| Championnat d'Israël de football | Hapoël Petah-Tikvah |
| Coupe d'Israël de football       | Maccabi Tel-Aviv    |

| Promotions et relégations |                                               |
| Relégués en Liga Leumit   | Betar Jérusalem Hapoël Hadera Hapoël Balfuria |
| Promus en Ligat ha'Al     | Maccabi Jaffa                                 |